# HomoloGene
HomoloGene, uma ferramenta do Centro Nacional de Informações sobre Biotecnologia dos Estados Unidos (NCBI), é um sistema para detecção automatizada de homólogos (similaridade atribuível à descendência de um ancestral comum) entre os genes anotados de vários genomas eucarióticos completamente sequenciados.
O processamento do HomoloGene consiste na análise de proteínas dos organismos de entrada. As sequências são comparadas usando o blastp (programas que pesquisam bancos de dados de proteínas usando uma consulta de proteína.), então combinadas e colocadas em grupos, usando uma árvore taxonômica construída a partir da similaridade da seqüência, onde organismos mais próximos são combinados primeiro, e então outros organismos são adicionados à árvore. Os alinhamentos de proteínas são mapeados de volta para suas seqüências de DNA correspondentes e, em seguida, métricas de distância como distâncias moleculares de Jukes e Cantor (1969), a relação Ka/Ks  pode ser calculada.

## Organismos de entrada

### Metazoa

#### Vertebrados
Homo sapiens, Pan troglodytes, Mus musculus, Rattus norvegicus, Canis lupus familiaris, Bos taurus, Gallus gallus, Xenopus tropicalis, Danio rerio

#### Invertebrados
Drosophila melanogaster, Anopheles gambiae, Caenorhabditis elegans

### Fungi
Saccharomyces cerevisiae, Schizosaccharomyces pombe, Kluyveromyces lactis, Eremothecium gossypii, Magnaporthe grisea,  Neurospora crassa

### Plantas

#### Dicotiledóneas
Arabidopsis thaliana"

#### Monocots
"Oryza sativa

### Protista
Plasmodium falciparum.

## Interface
O HomoloGene está ligado a todas as bases de dados do Entrez e baseado em homologia e informação fenotípica destas ligações:
- Mouse Genome Informatics (MGI),
- Zebrafish Information Network (ZFIN),
- Banco de Dados do Genoma de Saccharomyces (SGD),
- Aglomerados de Grupos Ortólogos (COG),
- FlyBase,
- Herança Mendeliana Online no Homem (OMIM)

Como resultado, a HomoloGene exibe informações sobre genes, proteínas, fenótipos e domínios conservados.